# Tiago Barth
Tiago Enrique Barth (Mondaí, 13 de junho de 1988) é um voleibolista indoor brasileiro, atuante na posição de central.
De ascendência alemã, conquistou importantes resultados nas categorias de base da Seleção Brasileira: campeão sul-americano juvenil em 2006 no Brasil e ouro no Campeonato Mundial Juvenil de 2007 no Marrocos. Pela seleção principal participou da fase classificatória da Liga Mundial nos anos de 2009 e 2010.
Em clubes foi medalhista de ouro  na edição realizada no Brasil do Campeonato Sul-Americano de Clubes de 2011 e semifinalista do Campeonato Mundial de Clubes no mesmo ano, este realizado no Qatar.

## Carreira
Embora Tiago tenha nascido em Mondaí, passou parte de sua infância na cidade vizinha Iporã do Oeste, localizada no Extremo Oeste do Estado de Santa Catarina e na fase escolar sempre foi o mais alto da turma. Por volta dos 12 anos de idade, passou a residir em Foz do Iguaçu, época que já tinha 1,85 m de altura e tentou praticar esportes, iniciando pelo futebol, depois futsal e basquete, não sendo bem sucedido.
O voleibol entrou na vida de Tiago de forma curiosa: um técnico de voleibol avistou um garoto deslocando-se pelas ruas de Foz do Iguaçu, pois lhe chamara atenção. Quando o garoto adentrou um ônibus, o técnico o observou para identificar para qual bairro destinaria, tratava-se do bairro Três Bandeiras e a partir desta informação traçou uma busca incansável pelas escolas da área, referindo-se  a tal garoto como “gigante”, foi então que uma professora soube desta procura e deduziu pela descrição que se tratava do Tiago e iniciou assim seu contato com o esporte que mudaria sua vida.
Tiag,o já medindo 2,00 m de altura e com apenas 15 anos de idade, foi se entrosando na modalidade e tal estatura continuava a chamar atenção. Um ano depois ele estava jogando e foi visto pela ex-jogadora da Seleção Brasileira: Dôra Castanheira, irmã do técnico do Bento Vôlei, o Cebola, então o indicou a este treinador  e com apenas 16 anos estava em uma equipe que disputava a Superliga Brasileira.
Na temporada 2004-05, defendeu o Bento/Union Pack, conquistando a terceira colocação no Grand Prix Brasil. Em 2005 na categoria infanto-juvenil do Bento Vôlei foi convocado pela Federação Gaúcha para representar a Seleção Gaúcha para disputar  a Divisão Especial do Campeonato Brasileiro de Seleções de 2005 na categoria infanto-juvenil, sediado em Guaratuba quando terminou na quarta posição.No ano seguinte representou novamente a Seleção Gaúcha, na categoria infanto-juvenil,  e foi campeão do Divisão Especial do Campeonato Brasileiro de Seleções realizado em Brusque.Tiago defendendo o Bento Vôlei  participou  da melhor campanha em participações da Superliga até então, ocorrida na Superliga Brasileira A  de 2005-06, edição na qual conquistam a quinta posição.
Foi convocado para Seleção Brasileira para  disputar no Brasil o Campeonato Sul-Americano Juvenil de 2006, no qual obtém o ouro.Pelo Bento Vôlei na edição da  Superliga Brasileira A 2006-07, quando não fizeram uma boa campanha, terminando na décima quarta posição.Na categoria juvenil , também  em 2007  foi convocado pelo técnico Percy Oncken para disputar  o Campeonato Mundial Juvenil  e conquistou a medalha de ouro desta edição sediada no Marrocos, sendo um dos pontuadores brasileiros na vitória na semifinal frente a Seleção Italiana por 3x2, com 11 pontos e vestindo a camisa#5 e na grande final fez apenas quatro pontos na final quando a equipe brasileira venceu  a  Rússia por 3x0.Tiago neste Mundial figurou em quase todas as estatísticas, sendo os  seus desempenho mais expressivos: a nona colocação entre os maiores pontuadores, com  69 pontos, destes  49 de ataque, 16 de bloqueio e 4 de saque e também foi o sexto melhor bloqueador.Disputando a  Superliga Brasileira A 2007-08 pelo Bento Vôlei terminou na décima colocação nesta edição.
Na temporada 2008-09 transferiu-se para o voleibol mineiro e defendendo a equipe do Vivo/Minas foi vice-campeão mineiro de 2008, sendo o maior pontuador de sua equipe com 13 pontos, sendo o terceiro maior pontuador de toda partida atuou pelo Minas que representou  o Pinheiros no Campeonato Paulista  de 2008, conquistando também o vice-campeonato nesta competição. Tiago é convocado para seleção principal em 2009, em sua estreia integrou a equipe na primeira competição oficial na categoria adulto, que foi na Liga Mundial, quando serviu ao país atuando em duas etapas que ocorreram em solo brasileiro. Também participou de dois amistosos pela Europa as convocações o motivaram a perseverar na carreira de voleibolista.Ele foi o atleta mais jovem  que o técnico Bernardo Rezende convocou.Ficou de fora da fase final por conta do regulamento da competição que permitia apenas 14 atletas inscritos, além de ter sofrido uma contusão no cotovelo.
Tiago foi convocado para substituir nada mais, nada menos que Gustavo Endres para uma série de amistosos, total de cinco confrontos com a seleção norte-americana que ocorreram nas cidades mineiras de Montes Claros e Uberlândia.O professor Clemente Mieznikowski que dirigia Tiago na época que jogava no juvenil do Bento Vôlei já dizia a ele que seria o substituto de Gustavo na seleção  e exatamente isso ocorreu nesta série de amistosos, pois, o experiente central pediu dispensa.
A convocação para seleção brasileira ocorreu em uma fase de transição de sua na carreira, após ter sido vice-campeão da Superliga Brasileira A de 2008-09 pelo time mineiro. Mesmo em uma grande equipe opta em não permanecer na temporada seguinte,pois, estava na condição de reserva.Em meio a crise no voleibol brasileiro, com retiradas de patrocinadores, o técnico Giovane Gávio formou uma nova equipe após a inscrição da disputa da Liga Nacional ter expirado, tal campeonato concede vaga para série A da Superliga; então esperava o convite por parte da CBV para disputar  edição 2009-10 da Superliga e mantinha acordo verbal com atletas, inclusive Tiago Barth.
Tiago aceitou  a proposta da nova equipe montada chamada Sesi/SP, aos 21 anos de idade e medindo 2,09 m de altura, este central passa a  integrar uma equipe de qualidade na condição de titular, fato que pesou na decisão tomada, com o pré-contrato foi anunciado entres as contratações da equipe comandada pelo técnico Giovane Gávio.
Pela equipe do Sesi/SP disputou a Copa São Paulo e o Campeonato Paulista, conquistando o título ambas competições no ano de 2009.Disputou a Superliga Brasileira A de 2009-10 e jogando pelo Sesi desempenha uma boa campanha e listadas entre as equipes favoritas ao título, mas sua equipe foi eliminada em um jogo nervoso e cheio de provocações, além dos fundamentos bloqueios e defesas do adversário terminando na quinta colocação.
Ainda pelo Sesi disputou as edições de 2010 da Copa São Paulo e do Campeonato Paulista, onde obteve  o título na primeira competição  e vice-campeonato no segundo campeonato.Recebeu mais uma convocação para seleção principal em 2010, visando disputa da edição deste ano da Liga Mundial, novamente pelo regulamento em relação ao quantitativo da fase final não constou na lista desta fase, mas contribuiu na primeira fase o título.Na temporada 2010-11, o Sesi figurou entre os favoritos a títulos e Tiago defendendo-a conquistou o seu primeiro título da Superliga Brasileira A de 2010-11.
Tiago atuando pelo Sesi-SP disputou o Campeonato Sul-Americano de Clubes de 2011, este sediado em São Paulo,  conquistando o título e a qualificação para  o Campeonato Mundial de Clubes do mesmo ano sediado em Doha, em tal oportunidade perdeu na semifinal e na disputa do bronze sofreu nova derrota, terminando assim na quarta posição.Continuou na equipe do Sesi na temporada 2011-12.Ainda em 2011 disputou e conquistou o título novamente da Copa São Paulo e  do Campeonato Paulista de 2011. Defendeu o título conquistado na Superliga passada, colaborando com sua equipe terminou apenas na quinta posição da Superliga Brasileira A de 2011-12.
Voltou a seleção brasileira em 2012, foi convocado para seleção de novos  pelo técnico Leonardo de Carvalho para disputar a edição da Copa Pan-Americana de 2012 sediada na República Dominicana, chegou as semifinais, mas a equipe sucumbiu nesta fase diante da seleção argentina , perdendo por 3x2, ele fez 16 pontos  , entrando em quatro sets e na disputa pelo bronze diante da seleção dominicana , terminando na quarta colocação ao ser derrotados por 3x2, Tiago fez 3 pontos em dois sets.
Renovou contrato por mais uma temporada e disputou competições na jornada 2012-13, entre estas se sagrou tetracampeão da Copa São Paulo de 2012 de forma consecutiva e chegou a quarta final consecutiva  do Campeonato Paulista em 2012 e sagrou-se  tricampeão desta competição pelo Sesi.
Disputou a edição 2012-13 da Superliga também pelo Sesi-SP, contribuiu para sua equipe chegar aos playoffs, mas em março de 2013 rompeu  o ligamentos do tornozelo, um dia antes da partida válida pelas quartas de final da Superliga Brasileira A de 2012-13 sua equipe avançou as semifinais, mas foi a terceira colocada nesta edição.Deixou o Sesi, após quatro temporadas e  o supervisor Funvic/Taubaté, Ricardo Navajas,  contratou  e anunciou Tiago Barth como novo reforço desta equipe para temporada 2013-14 e na correspondente Superliga Brasileira A encerrou na décima posição.
Na jornada 2014-15 foi contratado como reforço pelo Canoas/Unilasalle e foi campeão do Campeonato Gaúcho de 2014 e  foi inscrito por este clube na Superliga Brasileira A 2014-15 e encerrou na sétima posição e por este clube encerrou na quinta colocação na na Copa Banco do Brasil, cuja fase final foi disputada em Campinas.
Recebeu uma proposta para atuar no voleibol argentino e foi contratado pelo Personal Bolívarpara atuar na jornada esportiva 2015-16, conquistou seu primeiro título pelo clube na edição da Copa Máster de 2015; foi no mesmo ano vice-campeão da Copa ACLAV. Em 2016 disputou o Torneio Argentino Pré- Sul-Americano conquistando o título e a qualificação para o Campeonato Sul-Americano de Clubes deste ano e na edição do referido Campeonato Sul-Americano de Clubes, realizado em Taubaté, no Brasil, encerrou na quarta colocação e contribuiu para sua equipe avançar as semifinais da Liga A1 Argentina 2015-16.
Em 2016 passa atuar pelo SESC-RJ, onde foi capitãona conquista conquistou neste ano o título da edição do Campeonato Carioca, disputando a Taça de Prata de 2016 alcançando a promoção a Superliga Brasileira B de 2017 e conduzindo nesta competição a equipe ao título e a promoção para Superliga Brasileira A 2017-18.
Renovou com o SESC-RJ para a jornada de 2017-18, e na pré-temporada participou da edição do Desafio Sul-Americano de Vôlei na San Juan (Argentina) conquistando o terceiro lugare alcançou o título da edição da Copa Ciudad Morón.Conquistou o tetracampeonato na edição do Campeonato Carioca de 2017 e disputou a correspondente Superliga Brasileira A .
Em sua terceira temporada pelo SESC-RJ alcançou na jornada esportiva 2018-19 o tricampeonato do Campeonato Carioca de 2018e o vice-campeonato na primeira edição da Copa Libertadores de Voleibol.
Para a temporada 2020/2021 se mudou para o vôlei paulista após ser contratado pelo Vedacit Vôlei Garulhos. Após ficar em 4º lugar no campeonato paulista e em 9º na Superliga 2020/21, o atleta catarinense foi atuar no voleibol europeu após ser contratado pelo Sporting Clube de Portugal, de Portugal.

## Títulos e resultados
- Copa Pan-Americana:2012[42]
- Campeonato Mundial de Clubes:2011[4]
- Campeonato Sul-Americano de Clubes:2016[62]
- Pré Sul-Americano de Clubes:2016[60]
- Copa Ciudade Morón:2017[69]
- Desafio Sul-Americano de Clubes:2017[67]
- Superliga Brasileira A:2010-11[6]
- Superliga Brasileira A:2012-13
- Superliga Brasileira B:2017[66]
- Copa ACLAV:2015[58]
- Copa Master Argentina:2015[57]
- Grand Prix de Clubes:2005[3]
- Campeonato Carioca:2016[65], 2017[70] e 2018[72]
- Campeonato Brasileiro de Seleções Infanto-Juvenil (Divisão Especial):2006[5][9]
- Campeonato Brasileiro de Seleções Infanto-Juvenil (Divisão Especial):2005[9]
- Campeonato Mineiro:2008[19]
- Campeonato Gaúcho:2014[50]
- Campeonato Paulista:2009[27], 2011[39]  e 2012[45]
- Campeonato Paulista:2008[20] e 2010[32]
- Copa São Paulo:2009[27][29], 2010[31],2011[38] e 2012[44]

## Premiações individuais
- 9º Maior Pontuador  do Campeonato Mundial Juvenil de 2007[16]
- 6º Melhor Bloqueador  do Campeonato Mundial Juvenil de 2007[17]